# Chiesa di Santa Maria della Porta (Arezzo)
La chiesa di Santa Maria della Porta è una chiesa di Arezzo.
La piccola chiesa, oggi sconsacrata, fu costruita alla metà del XIV secolo. L'edificio conserva, sebbene molto rovinato, un affresco trecentesco con Madonna col Bambino di scuola aretina, immagine molto venerata che nel 1684 ha dato vita alla Compagnia della Madonna della Porta.